# Zamach w Spin Boldak (2008)
Zamach bombowy na targu w Spin Boldak (Afganistan) miał miejsce 18 lutego 2008. Biała Toyota Corolla wypełniona materiałami wybuchowymi zderzyła się z samochodem kanadyjskiego konwoju wojskowego (działającego w ramach ISAF) i została zdetonowana. W wyniku ataku zginęło 38 afgańskich cywili, ponad 25 zostało rannych. Wybuch lekko ranił 4 kanadyjskich żołnierzy. Do zamachu przyznali się talibowie.
Wydarzenie to miało miejsce w dzień po najkrwawszym w historii wojny w Afganistanie zamachu w Kandaharze (zginęło w nim ponad 100 osób).
Gubernator Kandaharu, Asadullah Khalid stwierdził, że siły NATO zostały ostrzeżone przed możliwym w tym rejonie zamachem bombowym, ale nie przestały go patrolować.